# Amas de casa desesperadas (serie de televisión argentina)
Amas de casa desesperadas es una serie de televisión argentina basada en la serie estadounidense Desperate Housewives, siendo la primera adaptación estrenada de la misma. Se emitió del 30 de agosto de 2006 al 24 de enero de 2007 por Canal 13.
Fue protagonizada por Mercedes Morán, Araceli González, Gabriela Toscano, Carola Reyna y Romina Gaetani, y coprotagonizada por Juan Palomino, Carlos Santamaría, Martín Seefeld y Jorge Suárez. También, contó con las actuaciones especiales de Cecilia Roth y el primer actor Raúl Rizzo.
Ambientada en el barrio ficticio de Manzanares, la serie sigue la vida de cuatro amas de casa, mostrando sus problemas domésticos diarios y varios misterios que rodean a sus maridos, amigos y vecinos que aparentemente, no esconden nada malo. La serie combinó elementos de drama, comedia, misterio, farsa, telenovela y sátira.
Luego de la emisión de la primera temporada, Pol-ka y Buena Vista International decididieron cancelarla. En la pantalla de Canal Trece, fue reemplazada por el remake de El hombre que volvió de la muerte, basada en la serie que protagonizó Narciso Ibáñez Menta en 1969.

## Argumento
La serie comienza con el misterioso suicidio de Alicia Oviedo, vecina del barrio Manzanares que funge como narradora de la serie. El suicidio de Alicia deja tras de sí un enigma que envuelve a su esposo Pablo y al hijo de ambos, René.
La historia se desarrolla a través de las cuatro amigas y vecinas de Alicia. Cada una tiene su propio argumento que se enlaza con el término de ser "ama de casa desesperada": la madre soltera de una adolescente llamada Susana Martini (Susan Mayer, en la original), atestada desde siempre por la mala suerte; Vera Sherer (Bree Van de Kamp), ama de casa perfecta que intenta lidiar con sus dos hijos rebeldes a la vez que lucha por su decadente matrimonio; la trabajadora Lía Salgari (Lynette Scavo), exejecutiva exitosa convertida en supermamá de cuatro pequeños incorregibles; y la hermosa Gabriela Solís (Gabrielle Solis), una exmodelo casada con un empresario millonario, a la que aparentemente nada le falta, pero que sigue en la búsqueda de un algo que le llene su vacío interior. Y ese algo es, en esta ocasión, su joven jardinero.
A estas mujeres las acompañan la comehombres del barrio, Carla Otegui (Edie Britt), que luchará contra Susana con uñas y dientes para conseguir a Miguel Delfino (Mike Delfino), un plomero recién mudado al barrio. También figuran en la serie los respectivos esposos de Vera, Lía y Gabriela, el exesposo de Susana, y el misterioso marido de la muerta, Pablo, quien aparentemente oculta más de lo que debería.

### Capítulos
- 01. Cuatro amigas y un funeral
- 02. Pero por debajo
- 03. Pequeña linda imagen
- 04. ¿Quién es esa mujer?
- 05. Pasa, extraño
- 06. Corriendo para no avanzar
- 07. Todo lo que puedas hacer
- 08. Culpable
- 09. Mentes sospechosas
- 10. Vuelve a mí
- 11. Seguir adelante
- 12. Cada día una pequeña muerte
- 13. Tu culpa
- 14. El amor está en el aire
- 15. Imposible
- 16. Las damas que almuerzan
- 17. No Habrá trompetas
- 18. Los chicos escucharán
- 19. Vivir solo y que te guste
- 20. No más miedo
- 21. Domingo en el parque con Jorge
- 22. Adiós por ahora
- 23. Un día maravilloso

## Elenco

### Personajes principales
- Mercedes Morán como Lía Salgari.
- Araceli González como Gabriela Solís.
- Gabriela Toscano como Susana Martini.
- Carola Reyna como Vera Scherer.
- Romina Gaetani como Carla Otegui.
- Cecilia Roth como Alicia Oviedo.
- Juan Palomino como Miguel Delfino.
- Raúl Rizzo como Pablo Oviedo.
- Martín Seefeld como Carlos Solís.
- Carlos Santamaría como Tomás Salgari.
- Jorge Suárez como Ricardo Sherer.

### Personajes regulares
- Eliana González como Julieta Martini.
- Nahuel Pérez Biscayart como René Oviedo.
- Martín Piroyansky como Martín Sherer.
- Maida Andrenacci como Daniela Sherer.
- Rodrigo Guirao como Juan Juárez.
- Valentín Ferrando como Jonás Salgari.
- Gonzalo Ferrando como Jeremías Salgari.
- Juan Ignacio Da Cruz como Joaquín Salgari.
- Martina Benítez/Valentina Benítez como Josefina Salgari.

### Participaciones especiales
- Raúl Taibo como Esteban Martini.
- Jean Pierre Noher como Jorge Pereira.
- Luisina Brando como Felisa Gutiérrez.
- Tina Serrano como Marta Hidalgo.
- Alberto Martín como Rodoldo Salgari.
- Michel Noher como Bruno.
- Ana María Picchio como Sofía Cicarelli.
- José Luis Mazza como Juan Carlos "Tito".
- Carlos Portaluppi como Alberto Goldstein.
- Adriana Aizemberg como Elvira Reinoso.
- María Rosa Fugazot como Juana "Juanita" Solís.
- Patricia Etchegoyen como Ángeles del Campo.
- Rodolfo Ranni como Julio Mitre.
- Marta Betoldi como Helena Juárez.
- María Socas como Anabel Fraga.
- Mercedes Scápola como Sonia Mitre
- Eleonora Wexler como Aldana Mitre.
- Manuel Vicente como Ortiz.
- Jorge Nolasco como Inspector Gauna.
- Juan Vitali como Ferrari.
- Alicia Zanca  como Claudia Igarzábal de Ferrari.
- Roxana Berco como Jordana.
- Pía Uribelarrea como Encarnación.
- Edgardo Moreira como Roberto Juárez.
- Gonzalo Urtizberea como El Rey de la Siesta.
- Vivian El Jaber como Griselda.
- Fernando Lúpiz como El hombre del restaurante.
- Enrique Liporace como El Padre Arteaga.
- María José Gabin como Mercedes.
- Coni Marino como Pilar.
- Fabián Arenillas como Daniel.
- Dalia Elnecavé como Adriana.
- Roxana Randón como Luisa.
- Irene Almus como Claudia

## Producción
Buena Vista International, una compañía de The Walt Disney Company, que también es dueña de ABC (el canal por donde Desperate Housewives salió al aire en los Estados Unidos), comenzó una búsqueda por argentina; en la que encontraron a Pol-ka Producciones de Adrián Suar y Fernando Blanco.
Rápidamente comenzó la búsqueda de director, guionista y actrices. Primero fueron elegidas Mercedes Morán y Carola Reyna, luego Cecilia Roth y Gabriela Toscano, y finalmente Araceli González. En febrero de 2006, Adrián Suar, las actrices y la gente de Buena Vista International se reunieron en Miami para hacer la presentación oficial.

### Adaptación
La primera adaptación del mundo en adaptar Desperate Housewives comenzó a filmar sus exteriores el 8 de mayo de 2006. En junio, se terminó la construcción de las casas en el interior de los estudios de Pol-ka, pensándose erróneamente que el 10 de julio se inauguraba el barrio Manzanares en Pilar. Sin embargo, fue el lunes 14 de agosto cuando abrió, acelerándose las grabaciones para salir al aire el 30 del mismo mes, los miércoles a las 23.00, por Canal 13. Los guiones fueron adaptados por Marcos Carnevale y la dirección estuvo a cargo de Marcos Carnevale y Sebastián Pivotto.

## El set de grabación
Justo después de contratar al elenco la producción del proyecto comenzó la búsqueda del lugar perfecto para recrear el barrio Manzanares, versión latina del Wisteria Lane de la serie original. En Pilar, a 40 minutos de Buenos Aires, Argentina, encontraron el barrio privado "Los Galgos", en donde se inició la construcción del predio que luego sería la comunidad donde las amas de casa de todos los países y sus respectivos equipos, filmaron sus versiones. El 15 de agosto de 2006 quedó inaugurado. Después del fracaso en la versión Argentina, el complejo se utilizó para rodar la tira Valientes (2009-10).

## Curiosidades
- Las manzanas se convirtieron en una marca registrada de la serie debido a que en la cortina musical de la serie original se muestra el cuadro Adán y Eva de Lucas Cranach.

- Altamente consideradas fueron Julieta Díaz para el papel de Susana y Leticia Brédice como Gabriela Solís en Argentina.

- Cuando a Araceli González le ofrecieron una participación en la serie ella inmediatamente pensó que sería Susan, la ama de casa separada, y con una hija adolescente, aproximándose así a su vida en la realidad. Al hablar con Producción y Casting se enteró de que sería Gabrielle, cambiándole los planes por completo.

- Después de la serie, Gabriela Toscano se reunió con sus excompañeros de elenco, Carola Reyna en Esperanza mía, Juan Palomino y Romina Gaetani en Buenos chicos.

## Premios y nominaciones
| Año  | Categoría                             | Receptor         | Resultado |
| ---- | ------------------------------------- | ---------------- | --------- |
| 2006 | Mejor Actriz - Unitario y/o Miniserie | Araceli González | Nominada  |
| 2006 | Mejor Actriz - Unitario y/o Miniserie | Carola Reyna     | Nominada  |
| 2007 | Mejor Actriz - Unitario y/o Miniserie | Gabriela Toscano | Nominada  |
| 2007 | Mejor Actriz - Unitario y/o Miniserie | Mercedes Morán   | Nominada  |
| 2007 | Mejor Actriz - Unitario y/o Miniserie | Romina Gaetani   | Nominada  |
| 2007 | Mejor Actor de reparto - Drama        | Raúl Rizzo       | Nominado  |

| Año  | Categoría              | Receptor     | Resultado |
| ---- | ---------------------- | ------------ | --------- |
| 2007 | Mejor Actor de Comedia | Jorge Suárez | Nominado  |